# Yamaha Rhino

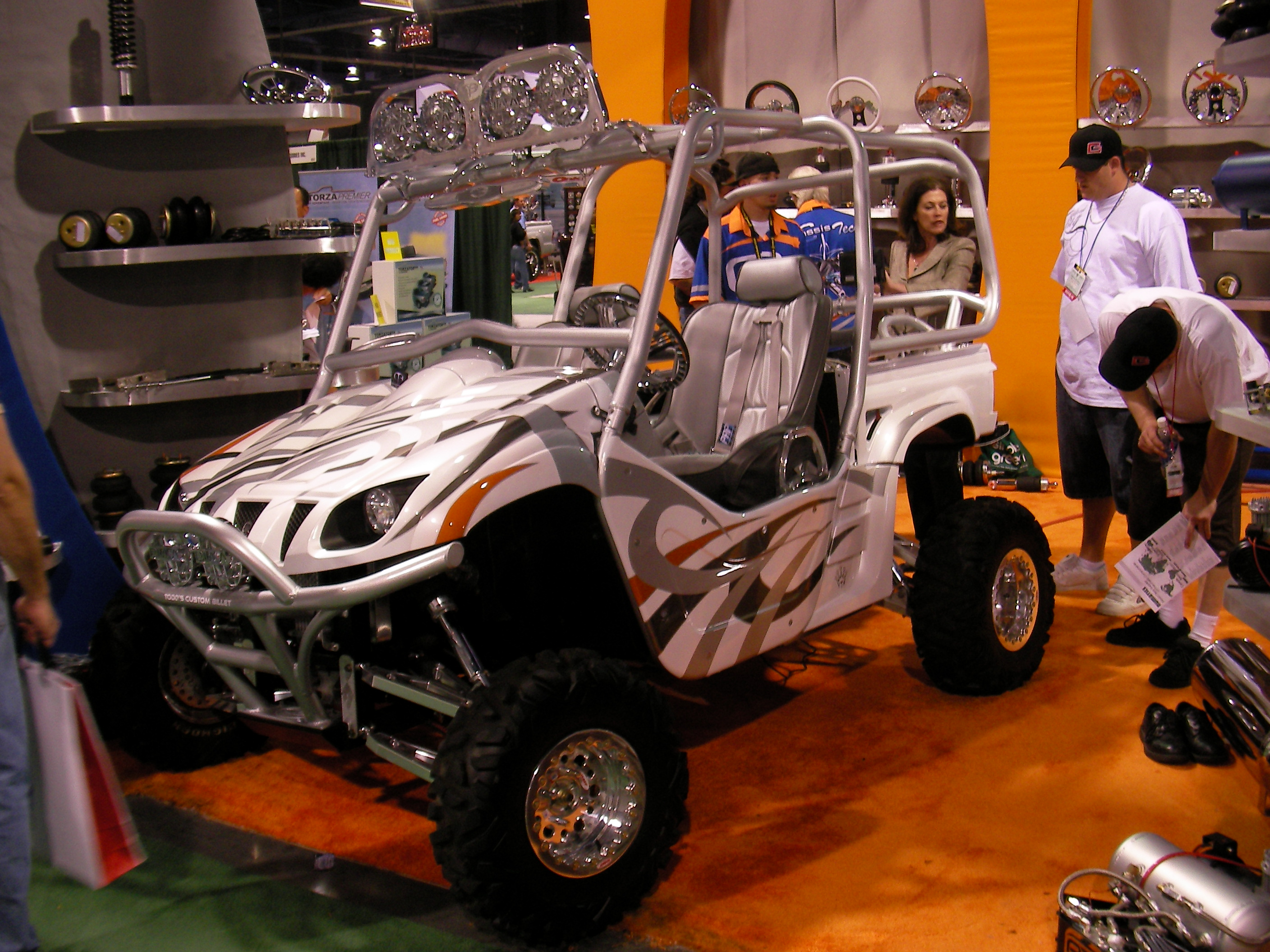
Yamaha Rhino.

El Yamaha Rhino es un vehículo ligero de dos plazas fabricado por la compañía Yamaha. El vehículo pertenece a una categoría llamada Side by Side. Estos vehículos son mayores que una Cuatrimoto pero menores que un Todo terreno convencional. 
El Rhino acomoda dos plazas sentadas una al lado de la otra y una estructura antivuelco. La dirección es por volante y el vehículo cuenta con cinturones de seguridad. Las compañías Polaris y Arctic Cat fabrican modelos similares.

## Seguridad
Yamaha recomienda a los usuarios del Rhino llevar siempre equipo de protección (casco por ejemplo) y abrocharse el cinturón de seguridad de tres puntos, así como mantener siempre manos y pies dentro de la estructura de protección del vehículo. Yamaha así mismo afirma que el Rhino está recomendado solo para conductores con una edad mínima de 16 años y con permiso de conducir, y que los usuarios del vehículo han de ser lo suficientemente altos como para tener ambos pies en el suelo del vehículo y la espalda apoyada en el respaldo al mismo tiempo. 

### Programa de arreglos gratuitos en el año 2009
En marzo de 2009 Yamaha anunció en Estados Unidos un programa gratuito de arreglos para los modelos Rhino 660, 450 y 700 en orden a reducir las probabilidades de vuelco y para mejorar la manejabilidad del vehículo en ciertas circunstancias.
Yamaha anunció también que suspendería temporalmente las ventas del Rhino hasta que los modelos afectados fuesen reparados y aconsejó a los propietarios para que no utilizasen los vehículos hasta que el agente Yamaha les hubiese efectuado las mejoras de seguridad, entre las cuales está el añadido de dos espaciadores en las ruedas traseras y la eliminación de la barra estabilizadora trasera. Todos los nuevos modelos Rhino 450, 660 y 700 traen ya estas modificaciones de serie.
El Gobierno de los Estados Unidos aconseja no operar jamás un Rhino sobre carreteras asfaltadas (no está diseñado para ello) o sin las medias puertas inferiores introducidas por Yamaha en la segunda generación de este vehículo. Según el gobierno estadounidense "Al 23 de junio de 2009, el personal de la CPSC recibió reportes de cerca de 60 fatalidades relacionadas con los modelos 450, 660 y 700 del Yamaha Rhino. También se reportaron numerosas lesiones serias, incluyendo lesiones de cabeza y cuello e incidentes que requieren amputación quirúrgica de los brazos, piernas y dedos de las víctimas. Muchos de estos casos parecen estar relacionados con virajes hechos a velocidades relativamente bajas y en terreno plano.".
Desde el 2003 hasta marzo del 2009 hubo en Estados Unidos 46 muertes y centenares de heridas en accidentes en 120,000 Rhinos, incluyendo un accidente con vuelco y heridas aparcando un Rhino frente a un concesionario y un accidente con vuelco y heridas que involucró a directivos de Yamaha en un prototipo. Un portavoz de la Yamaha afirmó que los incidentes reportados representan menos de un 1% del total de usuarios del Rhino